# 춘두선
춘두선은 조선민주주의인민공화국 함경북도 경흥군(또는 은덕군)에 있는 송학역과 춘두역을 연결하는 철도노선이다.

## 노선 정보
- 노선과 거리 : 송학역~춘두역(거리는 미상)
- 역 수 : 2개(양단역 포함)
- 궤도 간격 : 1435mm(표준궤)
- 전철화 구간 : 없음
- 복선 구간 : 없음

## 역 목록
| 역이름     | 영업거리 (km) | 접속노선 | 소재지          |
| ---------- | ------------- | -------- | --------------- |
| 송학(松鶴) | 0.0           | 함북선   | 함경북도 경흥군 |
| 춘두       |               |          | 함경북도 경흥군 |